# Páginas Presell
Se conoce como Páginas Presell a páginas de una web que hablan sobre otro sitio web en particular incluyendo enlaces a esta última con el fin último de incrementar su posicionamiento en buscadores.
Visto de esta forma las páginas Presell son una técnica de posicionamiento en buscadores similar a los directorios de enlaces solo que en vez de clasificar enlaces clasifican artículos con enlaces.
La mayoría de sistemas de páginas Presell se configuran como un blog ya que así se permite que los usuarios registrados publiquen sus propias entradas y luego el administrador del blog es quien decide cuales publicar de acuerdo a ciertas normas como una mínima calidad del texto, un máximo de enlaces, etc.
El beneficio directo de publicar una página Presell es obtener un enlace a tu web en un sitio que habla de la temática de tu página. Sin embargo, el verdadero potencial de esta técnica está en el beneficio indirecto: Los buscadores (y en concreto Google) da más valor a ese enlace si la página en la que está tiene muchos enlaces de otras páginas del mismo tema y utilizando el mismo texto para enlazar. De esta forma se produce una simbiosis entre el propietario del sistema de páginas Presell y sus usuarios: Estos últimos aportan el contenido al sistema a cambio de enlaces muy valiosos hacia sus webs.
Aunque en el mundo hispanohablante SEO (Optimización en Motores de Búsqueda) son pocos los sistemas disponibles en este momento, en el mundo anglosajón, las páginas Presell son utilizadas como técnica SEO desde hace relativamente mucho tiempo.
- Datos: Q6093664